# Lac de San Valentino alla Muta
Le lac de San Valentino alla Muta (en allemand : Haidersee) est un petit lac alpin situé dans le val Venosta à 1 450 m dans la commune de Curon Venosta, à environ 110 km de Bolzano. 

## Histoire

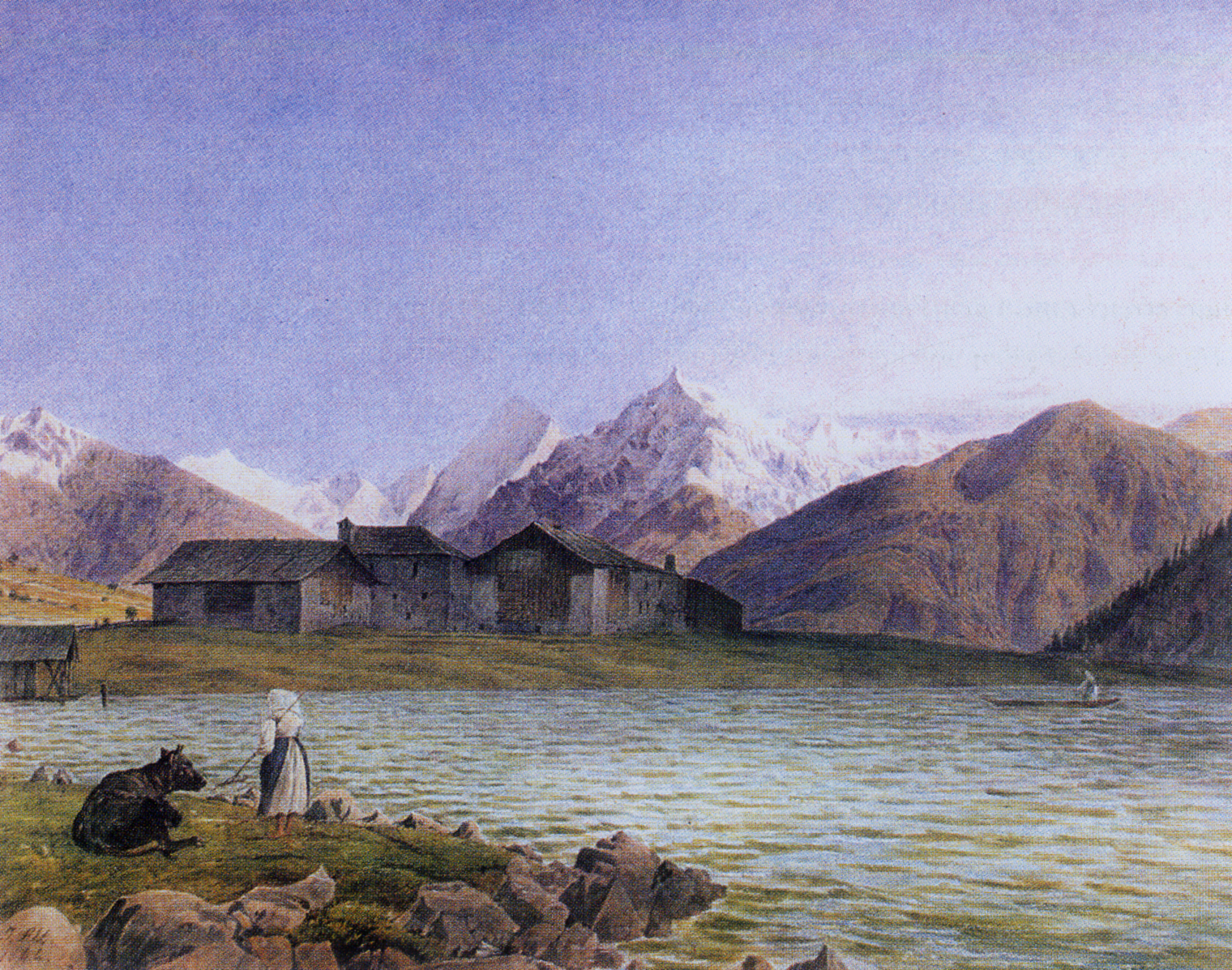
Aquarelle du lac (1844).

Jusqu'aux années 1950, il y avait trois lacs dans le haut val Venosta. À la suite de la construction d'un grand barrage, les deux plus septentrionaux ont été unifiés pour former le lac de Resia actuel. Le plus méridional des trois lacs, celui de San Valentino alla Muta, est resté dans son état d’origine. Avec 2,2 km de long et plus de 600 m de large, il se trouve parmi les plus grands lacs naturels de la province autonome de Bolzano, juste derrière le lac de Caldaro. 